# Evelyn Hamann
Evelyn Hamann (Amburgo, 6 agosto 1942 – Amburgo, 28 ottobre 2007) è stata un'attrice e doppiatrice tedesca.

## Biografia
Tra le attrici più popolari della televisione tedesca, sul piccolo schermo partecipò ad oltre una sessantina di differenti produzioni, a partire dalla fine degli anni sessanta.  Tra i suoi ruoli più noti, figurano quello di Karsta Michaelis nella serie televisiva La clinica della Foresta Nera (1986-1989)  quello di Thea Knoll nella serie televisiva Il medico di campagna (1987-1989) e quello di Adelheid Möbius nella serie televisiva Adelheid und ihre Mörder (1993-2007).  Alla sua popolarità contribuirono inoltre la partecipazione al programma di sketch di Radio Bremen Loriot (1976-1978), condotto al fianco di Vicco von Bülow, e la serie, sempre trasmessa da Radio Bremen, Evelyn Hamanns Geschichten aus dem Leben (1993-2005)
.
Come doppiatrice, prestò la propria voce ad attrici quali Whoopi Goldberg, Rose Gregorio, Michele Shay, ecc.
Era la figlia del violinista Bernhard Hamann (fondatore dello Hamann-Quartett) e sorella del violoncellista Gerhard Hamann, nonché zia del violinista e direttore d'orchestra Sebastian Hamann, e fu la compagna dell'attore Stefan Behrens.

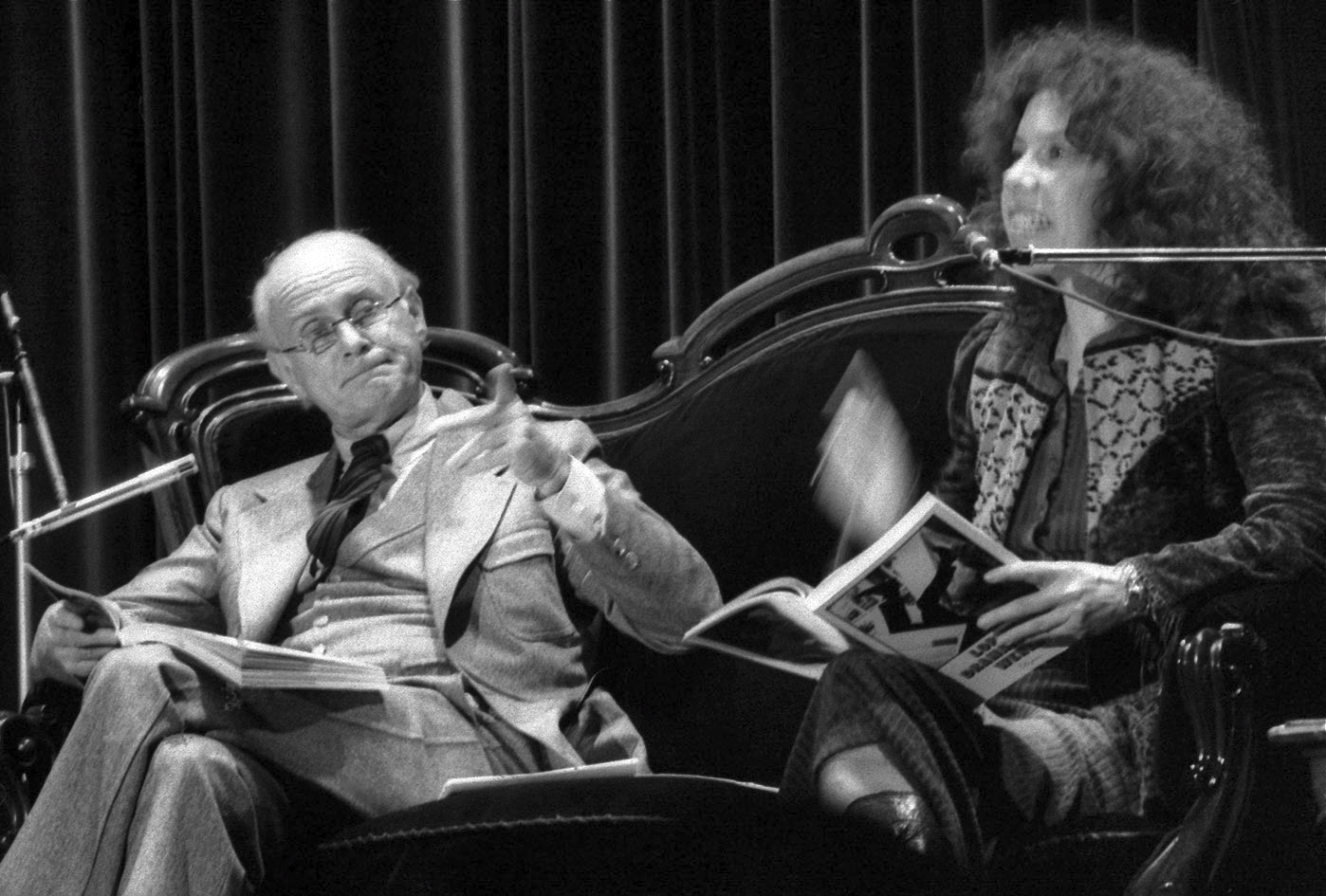
Evelyn Hamann assieme a Vicco von Bülow in Loriot

## Filmografia parziale

### Cinema
- Der Pfingstausflug (1978)
- Piratensender Power Play (1982)
- Segeln macht frei (1986)
- Ödipussi (1988)

### Televisione
- Hafenkrankenhaus - serie TV, 2 episodi (1968)
- Vier Stunden von Elbe 1 - film TV (1968)
- Ida Rogalski - serie TV, 1 episodio (1976)
- Pariser Geschichten - serie TV(1976)
- Was wären wir ohne uns - miniserie TV (1979)
- Spaß beiseite - Herbert kommt! - miniserie TV (1979)
- Felix und Oskar - serie TV, 1 episodio (1980)
- Der Floh im Ohr - film TV (1980)
- La nave dei sogni - serie TV, 4 episodi (1981-2004) - ruoli vari
- St. Pauli-Landungsbrücken - serie TV, 2 episodi (1982)
- Krimistunde - serie TV (1982)
- Tegtmeier klärt auf - serie TV, 1 episodio (1982)
- Kontakt bitte... - serie TV (1983)
- Abenteuer Bundesrepublik - serie TV (1983)
- Der Paragraphenwirt - serie TV, 1 episodio (1983)
- Nesthäkchen - serie TV, 2 episodi (1983)
- Die Lehmanns - serie TV, 1 episodio (1984)
- Helga und die Nordlichter - serie TV, 12 episodi (1984)
- Grenzenloses Himmelblau - film TV (1985)
- Schöne Ferien - serie TV, 1 episodio (1985)
- Ein heikler Fall - serie TV, 1 episodio (1986)
- Jakob und Adele - serie TV, 1 episodio (1986)
- La clinica della Foresta Nera - serie TV, 46 episodi (1986-1989)
- Hessische Geschichten - serie TV, 3 episodi (1986-1990)
- Tatort - serie TV, 1 episodio (1987)
- Il medico di campagna - serie TV, 22 episodi (1987-1989)
- Berliner Weiße mit Schuß - serie TV, 2 episodi (1989)
- Il commissario Kress (Der Alte) - serie TV, 3 episodi (1989-1992) - ruoli vari
- Der Millionenerbe - serie TV, 2 episodi (1992)
- Glückliche Reise - serie TV, 1 episodio (1992)
- Kein pflegeleichter Fall - film TV (1992)
- Vater braucht eine Frau - serie TV, 1 episodio (1993)
- Geschichten aus dem Leben - serie TV, 11 episodi (1993-1996)  - ruoli vari
- Evelyn Hamanns Geschichten aus dem Leben - serie TV, 56 episodi (1993-2005)
- Adelheid und ihre Mörder - serie TV, 65 episodi (1993-2007)
- Die Schwarzwaldklinik - Die nächste Generation - film TV (2005)

## Programmi televisivi
- Loriot (1976-1978)

## Premi e nomination (lista parziale)
- 1997: Bayerischer Fernsehpreis come miglior attrice in una serie TV per il ruolo di Adelheid Möbius in Adelheid und ihre Mörder
- 1997: Premio TeleStar come miglior attrice in una serie TV per il ruolo di Adelheid Möbius in Adelheid und ihre Mörder
- 1997: Nomination al Leone d'oro di RTL Television come miglior attrice in una serie TV per il ruolo di Adelheid Möbius in Adelheid und ihre Mörder

## Doppiatrici italiane
- Germana Dominici ne La clinica della Foresta Nera[4]